# Элементарная геометрия (Киселёв)
Элементарная геометрия — школьный учебник по геометрии.
Написан Андреем Петровичем Киселёвым.
Занимает особое положение в истории школьной геометрии в России, по общему тиражу и времени использования «Элементарная геометрия» Киселёва уступает только одному учебнику — «Началам» Евклида.

## История
Первое издание вышло в 1892 году.
В том же году вышла скорее положительная рецензия.
В отличие от «известных оригинальных и переводных учебников на русском языке» Киселёв включает строгое определение длины окружности — это основное нововведение.
По структуре учебник повторяет известный в то время учебник Давидова, с более строгими доказательствами, упрощениями и сокращениями.
В частности, Киселёв исключил из учебника 
инверсию,
поляры,
формулу Брахмагупты и
теорему Чевы.
Учебник Киселёва бысто завоевал популярность, к революции он выдержал 26 переизданий.
Он пережил послереволюционные реформы образования.
Был продолжен курс на сокращение абстрактного материала; например, Киселёв убрал тождество Птолемея, теорему об окружности Аполлония, признаки равенства трёхгранных углов.
Некоторые доказательства излагались менее строго (например не доказанные допущения о пересечении окружности и отрезка более не упоминались и считались очевидными).
При этом был добавлен материал практический, о делительном циркуле, поперечном масштабе, пантографе и по начертательной геометрии.
В 1938 году, после исправлений и дополнений, внесённых Нилом Александровичем Глаголевым,
учебник получил официальное утверждение как стабильный и единственный учебник по геометрии советской средней школы.
В редакции Глаголева был продолжен курс на упрощение материала, но делался несколько больший упор на группы преобразований.
При этом редакция Глаголева получила отрицательные отзывы у современников.
Одновременно с учебником под редакцией Глаголева, издавался вариант учебника «для учителей» — издание самого Киселёва 1931 года.
Учебник издавался в двух частях — соответственно «Планиметрия» для 6—8 и «Стереометрия» для 9—10 классов и дополнялся  «Сборником задач по геометрии» Н. А. Рыбкина.
В таком статусе учебник оставался до середины 1950-х годов, в это время начался переход на учебник Николая Никифоровича Никитина;
этот учебник во многом заимствовал стиль и порядок изложения киселёвского учебника, он продолжал общее развитие учебника в сторону сокращения и упрощения и бо́льшим упором на практические задачи.
Вторая часть «Стереометрия» прослужил в качестве основного учебника до середины 1970-х годов.
В 1971 году, после реформы образования, этот учебник был заменён на учебник Андрея Николаевича Колмогорова, Александра Фёдоровича Семеновича и Ростислава Семёновича Черкасова.
Несмотря на появление большого количества новых учебников, учебник Киселёва переиздаётся и используется вплоть до сегодняшнего дня; последнее издание вышло в свет в 2013 году.
Общий тираж составил много миллионов экземпляров; число изданий трудно подсчитать, но, по-видимому, близко к ста.
В 2015 году учебник в редакции Глаголева (как и более ранние издания) перешёл в общественное достояние.

## Издания
Первое издание «Элементарная геометрия для средних учебных заведений» вышло в 1892, в издательстве Типо-Лит. Лашкевич, Знаменский и К0.
Второе издание вышло на следующий год.
Всего до революции было 26 изданий, последнее в 1917 году.
(При этом заявленный номер издания часто не соответствует действительности.)
Украинский
- Кисельов, А.; Геометрія. Підручник та збірник задач. 8—9 клас. 1966
- Кисельов, А.; Геометрія. Ч.2 : підручник для IX-X класів середньої школи – Київ : Радянська школа, 1956 . – 95 с.
- Кисельов, А.; Геометрія. Стереометрія. 9—10, Издательство: К.: Радянська школа, 1972 г.

Английский
- A. P. Kiselev, translated by Alexander Givental. Kiselev's Geometry, Book I. Planimetry. — Sumizdat, 2006. — 248 с. — ISBN 978-0977985203.
- A. P. Kiselev, translated by Alexander Givental. Kiselev's Geometry / Book II. Stereometry. — Sumizdat, 2008. — 180 с. — ISBN 978-0977985210.

## Цитаты
В 1938 году Андрей Петрович Киселёв сказал:

«Я счастлив, что дожил до дней, когда математика стала достоянием широчайших масс. Разве можно сравнить мизерные тиражи дореволюционного времени с нынешними. Да и не удивительно. Ведь сейчас учится вся страна. Я рад, что и на старости лет могу быть полезным своей великой Родине» — Моргулис А. и Тростников В. «Законодатель школьной математики» // «Наука и жизнь» с.122
Академик В. И. Арнольд:

Я бы вернулся к Киселёву.